# Ramekin

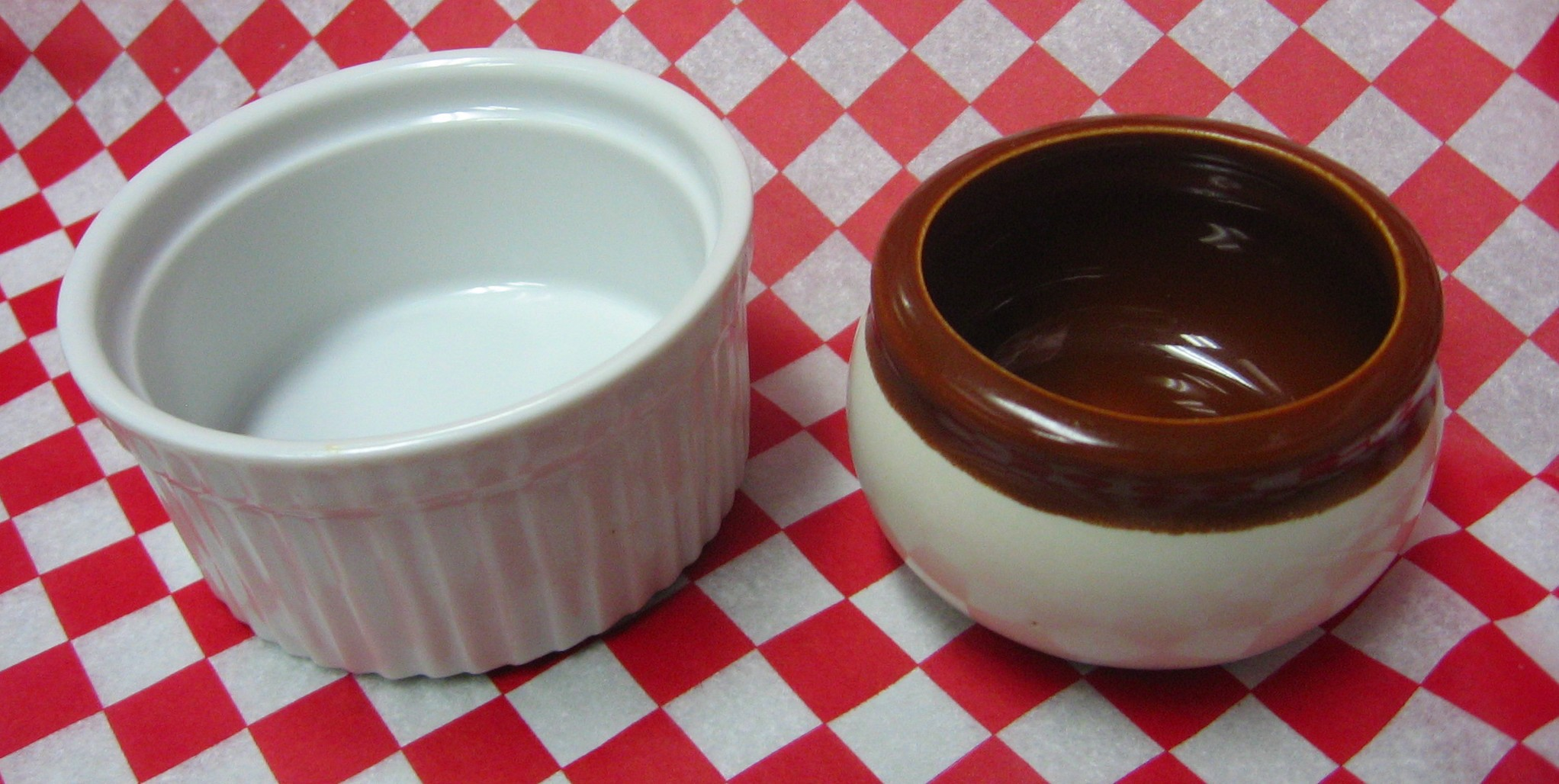
Dois ramequins

Um ramekin ou ramequin é um pequeno pote de cerâmica usado para a preparação e o serviço de vários pratos ou guarnições. Dentre outros: creme brûlée, pratos gratinados com queijo e suflê.
Tradicionalmente circular com um exterior estriado, os ramekins também podem ser encontrados em formas de novidade, como flores ou corações.
Os ramekins são construídos para resistir a altas temperaturas; como eles são freqüentemente usados em fornos, ou em caso de creme brûlée, são de fato expostos à chama (maçarico).
O nome "Ramekin", do francês ramequin, é compartilhado com o nome de um prato de queijo inclusive migalhas de pão e ovo.